# Jan Havelka (kněz)
Jan Havelka (10. května 1887, Smidary – 12. května 1942, Německý Brod) byl český katolický farář a vlastenec.

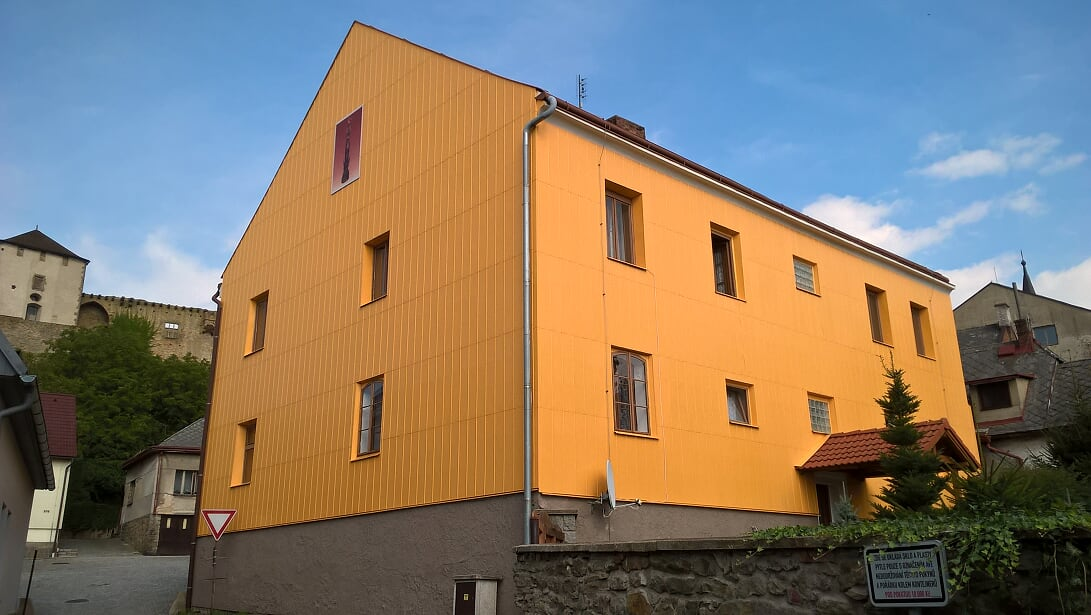
Lipnická fara

## Život
Narodil se ve východočeských Smidarech. V červenci 1912 byl vysvěcen na kněze. Poté působil jako kaplan, v letech 1912 – 1914 ve Vrchlabí, 1914 – 1916 v Pouchově, 1916 – 1922 v Čáslavi. Následně v období 1923 – 1924 v Babicích jako administrátor a poté jako farář až do roku 1930. Následuje krátké působení v Rybitví. V roce 1931 se přestěhoval do Lipnice nad Sázavou, kde vykonával funkci faráře na místní farnosti. V Lipnice se aktivně účastnil společenského života. Byl vedoucím představitelem lidové strany v obci, příslušníkem záložny a Chrámového družstva Pelhřimov. Angažoval se v rozvoji chrámového zpěvu a hudby, které byly jeho velkou vášní. Jako výtečný řečník a kazatel si našel cestu k věřícím v širokém okolí. Ve svých projevech rád spojoval církevní a vlastenecká témata. Pomáhal lidem v hmotné nouzi v době velké nezaměstnanosti. V roce 1938 se podílel na objevení a odkrytí gotických fresek v kostele svatého Martina v Dolním Městě.
S blížící se druhou světovou válkou a vznikem Protektorátu se ve svých kázáních stále ostřeji vyjadřoval proti nacismu. V období od dubna do července 1940 ve svých kázáních opakovaně vystupoval proti říši, kritizoval protektorátní vládu, ale i pasivitu českých spoluobčanů. Havelka byl od svých farníků a dokonce i českých četníků opakovaně upozorňován, že jeho kázání navštěvují podezřelí lidé. 8. července byl cestou ze mše, před farou, zatčen gestapem. Po několikahodinovém výslechu byl odvezen na služebnu do Humpolce. Do 20. července byl v cele předběžného zadržení. Následně byl ve vyšetřovací vazbě v Německém Brodě. Výslechy probíhaly i na úřadovně gestapa v Hradci Králové. Havelka byl, jak později u soudu v roce 1946 vypověděl šéf hradeckého gestapa A. Hardtke, při výsleších mučen bitím a proudem vody. Při jednom z výslechu Havelku ranila mrtvice a ve vážném stavu byl převezen do nemocnice v Německém Brodě. V tamější nemocnici se ho čeští lékaři snažili udržet co nejdéle, ale i přes jejich snahu 12. května 1942 Havelka zemřel. Pohřben je v Kouřimi.